# Expedition 45
Expedition 45 è stata la 45ª missione di lunga durata verso la Stazione spaziale internazionale.

## Equipaggio
| Ruolo               | Settembre 2015                            | Settembre – Dicembre 2015                 |
| ------------------- | ----------------------------------------- | ----------------------------------------- |
| Comandante          | Scott Kelly, NASA Quarto volo             | Scott Kelly, NASA Quarto volo             |
| Ingegnere di volo 1 | Michail Kornienko, Roscosmos Secondo volo | Michail Kornienko, Roscosmos Secondo volo |
| Ingegnere di volo 2 | Oleg Kononenko, Roscosmos Terzo volo      | Oleg Kononenko, Roscosmos Terzo volo      |
| Ingegnere di volo 3 | Kimiya Yui, JAXA Primo volo               | Kimiya Yui, JAXA Primo volo               |
| Ingegnere di volo 4 | Kjell Lindgren, NASA Primo volo           | Kjell Lindgren, NASA Primo volo           |
| Ingegnere di volo 5 |                                           | Sergej Volkov, Roscosmos Terzo volo       |

FonteSpacefacts